# 埃米莉·怀特黑德
埃米莉·怀特黑德（英語：Emily Whitehead，2000年12月11日—），澳大利亚女子竞技体操运动员。她曾代表澳大利亚参加2018年和2022年英联邦运动会体操比赛，获得一枚银牌和三枚铜牌。